# Régis Sauder
 (février 2022).
 (mars 2023).
La mise en forme du texte ne suit pas les recommandations de Wikipédia : il faut le « wikifier ».
Les points d'amélioration suivants sont les cas les plus fréquents. Le détail des points à revoir est peut-être précisé sur la page de discussion.
- Les titres sont pré-formatés par le logiciel. Ils ne sont ni en capitales, ni en gras.
- Le texte ne doit pas être écrit en capitales (les noms de famille non plus), ni en gras, ni en italique, ni en « petit »…
- Le gras n'est utilisé que pour surligner le titre de l'article dans l'introduction, une seule fois.
- L'italique est rarement utilisé : mots en langue étrangère, titres d'œuvres, noms de bateaux, etc.
- Les citations ne sont pas en italique mais en corps de texte normal. Elles sont entourées par des guillemets français : « et ».
- Les listes à puces sont à éviter, des paragraphes rédigés étant largement préférés. Les tableaux sont à réserver à la présentation de données structurées (résultats, etc.).
- Les appels de note de bas de page (petits chiffres en exposant, introduits par l'outil «  Source ») sont à placer entre la fin de phrase et le point final[comme ça].
- Les liens internes (vers d'autres articles de Wikipédia) sont à choisir avec parcimonie. Créez des liens vers des articles approfondissant le sujet. Les termes génériques sans rapport avec le sujet sont à éviter, ainsi que les répétitions de liens vers un même terme.
- Les liens externes sont à placer uniquement dans une section « Liens externes », à la fin de l'article. Ces liens sont à choisir avec parcimonie suivant les règles définies. Si un lien sert de source à l'article, son insertion dans le texte est à faire par les notes de bas de page.
- La présentation des références doit suivre les conventions bibliographiques. Il est recommandé d'utiliser les modèles {{Ouvrage}}, {{Chapitre}}, {{Article}}, {{Lien web}} et/ou {{Bibliographie}}. Le mode d'édition visuel peut mettre en forme automatiquement les références.
- Insérer une infobox (cadre d'informations à droite) n'est pas obligatoire pour parachever la mise en page.

Pour une aide détaillée, merci de consulter Aide:Wikification.
Si vous pensez que ces points ont été résolus, vous pouvez retirer ce bandeau et améliorer la mise en forme d'un autre article.
Pour les articles homonymes, voir Sauder.
Régis Sauder est un auteur, réalisateur français né en 1970 à Forbach.

## Biographie
Né à Forbach en 1970, Régis Sauder quitte l’ancienne cité minière de Moselle-Est en 1988 pour des études scientifiques. Il se spécialise en neurosciences à l’université d’Aix-Marseille avant de s’orienter vers le journalisme scientifique en obtenant un diplôme de l’université Paris VII. Il collabore ensuite à plusieurs revues et émissions de vulgarisation scientifique avant de se consacrer à la réalisation. Il se forme également à la prise de vue et suit l’atelier documentaire de La Fémis en 2005.
Il est l’auteur réalisateur d’une dizaine de courts métrages documentaires diffusés sur les chaînes de France Télévisions et d’Arte ainsi que d’installations pour le théâtre et les musées.
De 2017 à 2019 il préside l'association du cinéma indépendant pour sa diffusion l'ACID et siège à ce titre aux négociations professionnelles encadrant le cinéma documentaire. Il est invité à de nombreuses commissions notamment au CNC, à la SCAM et en Région. Il enseigne également à l’école documentaire de Lussas et à la Cinéfabrique à Lyon, et a effectué des interventions à La Fémis et à l’École Normale Supérieure de Lyon.
Il est l’auteur réalisateur de plusieurs longs métrages documentaires pour le cinéma sélectionnés entre autres à Cinéma du Réel, aux FID, aux États Généraux du documentaires, à Visions du Réel, mais aussi à l’étranger au RIDM, au San Francisco Film Festival ou encore à Zinebi. Ses longs métrages ont été essentiellement produits et distribués par la société Shellac, à l'exception de Retour à Forbach, produit et distribué par Docks66. En 2021 sort en salles J’ai aimé vivre là, son quatrième long métrage avec la participation d’Annie Ernaux, prix Nobel de Littérature 2022. Il publie à la suite de cette collaboration deux textes dans Le cahier de l'Herne consacré à l'écrivaine et dans La Femelle du Requin qui lui est également dédié. Le film tourné à Cergy, s'inscrit également dans le projet de cinémathèque idéale des banlieues du monde, imaginé par Alice Diop avec les Ateliers Médicis et le Centre Pompidou. Dans En Nous, il retrouve les personnes qu’il a filmées dix ans auparavant dans Nous, Princesses de Clèves. Le film ouvre l’édition 2022 de Cinéma du Réel au Centre Pompidou.

## Filmographie

### Courts métrages
- 2002 : Passeurs de vie[8]
- 2005 : Avortement, une liberté fragile[9],[10]
- 2005 : Maux d'adolescents[11]
- 2006 : Le Lotissement, à la recherche du bonheur[12],[13]
- 2008 : L'Année prochaine à Jérusalem (coréalisatrice : Julie Aguttes)[14]
- 2008 : Le Lotissement, le temps des illusions [15]
- 2009 : Mon Shangaï [16]
- 2009 : Je t'emmène à Alger [17],[18]
- 2010 : La Louve en Provence [19]

### Longs métrages
- 2011 : Nous, princesses de Clèves [20],[21]- production Nord Ouest et distribution Shellac, soutien ACID, sortie salles 20 mars 2011- Étoile de la Scam 2011 / Vision du Réel, Nyon 2011 / San Francisco International Film Festival 2011 / Rencontres Internationales du Documentaire de Montréal 2011 /  Festival International de Beyrouth 2011 / Festival Doc à Tunis 2011
- 2012 : Être là[22],[23] - production et distribution Shellac, soutien ACID, sortie salles 7 novembre 2012 - Étoile de la Scam 2014 / FID Marseille 2012 Compétition française / États Généraux du documentaire, Lussas 2012  / Rencontres Internationales du Documentaire de Montréal 2012 / Traces de Vie Clermont-Ferrand 2012 / Festival International du film francophone de Namur 2012  / Festival International Watch Docs- Varsovie 2012
- 2017 : Retour à Forbach[24],[25],[26](production et distribution Docks 66, soutien ACID, sortie salles 19 avril 2017) Cinéma du Réel 2017 / Étoile de la Scam 2018
- 2020 : J'ai aimé vivre là [27],[28] - production et distribution Shellac, sortie salles 2021 - FID Marseille 2020
- 2022 : En nous [29],[30],[31]